# Striarea lactea
Striarea lactea är en musselart som först beskrevs av Carl von Linné 1758.  Striarea lactea ingår i släktet Striarea och familjen Noetiidae. Inga underarter finns listade i Catalogue of Life.